# Дмитрівська селищна територіальна громада
Дмитрівська селищна громада — територіальна громада в Україні, у Ніжинському районі Чернігівської області. Адміністративний центр — селище Дмитрівка.
12 червня 2020 року Дмитрівська селищна громада утворена у складі Дмитрівської селищної, Гайворонської, Голінської, Кропивненської та Рубанської сільських рад Бахмацького району.
Створено чотири старостинські округи: 
- Гайворонський;
- Голінський;
- Кропивненський;
- Рубанський.

Голова Дмитрівської громади — Валентин Бойко, колишній Гайворонський сільський голова. Обраний 25 жовтня 2020.

## Населенні пункти
До складу громади входять 15 населених пунктів: 
- селище Дмитрівка;
- селище Нове.

13 сіл: 
- Восьме Березня;
- Гайворон;
- Голінка,
- Заболоття;
- Залісся,
- Ковальове;
- Кропивне;
- Нечаїв;
- Рубанка,
- Смолове;
- Терешиха;
- Шевченкове;
- Щуча Гребля.

## Освіта
На території Дмитрівської громади діють: 
- Гайворонська загальноосвітня школа І-ІІ ступенів;
- Голінська загальноосвітня школа І-ІІІ ступенів;
- Дмитрівська загальноосвітня школа І-ІІІ ступенів;
- Кропивненська загальноосвіня школа.

Дошкільні заклади у Дмитрівці, Голінці, Гайвороні, Рубанці та Кропивному. 
Сільські бібліотеки та клуби у Дмитрівці, Гайвороні, Голінці, Рубанці та Кропивному. 
Музей при Дмитрівській загальноосвітній школі. 

## Конфесійна приналежність
На території громади зареєстровані: 
- Рубанська Миколаївська парафія Православної Церкви України;
- Голінська Спасівська парафія Московської патріархії;
- Дмитрівська Троїцька парафія Московської патріархії;
- Гайворонська Покровська парафія Московської патріархії.

Також існують громади баптистів. 

## Пам'ятки архітектури
- Храм Покрови Пресвятої Богородиці у селі Гайворон (1876);
- Волосна лікарня Костя Рачинського у селі Рубанка (1905);
- Маєток Конотопського предводителя дворянства Костя Рачинського у селі Рубанка (1902);
- Будівля 2-класного Міністерського училища у селі Голінка (1905);
- Будівля Земської школи та Парафіяльного училища у селі Гайворон (1911);
- Козацькі хрести на Хільківському, Ріпівському та Лихомановому кладовищі села Голінка;
- Надгробки із цінних порід каменю та мармуру на селищному кладовищі у Дмитрівці;
- Будинок-Фортеця у Дмитрівці (1990).